# Thomas Kanger
Thomas Kanger (* 1951) ist ein schwedischer Schriftsteller und Journalist.

## Leben
Thomas Kanger ist aufgewachsen in Uppsala, verbrachte dann 20 Jahre in Västerås. 
Seit 1980 arbeitete er als Journalist, seit 1982 freiberuflich. Unter anderem schrieb er in Israel und in weiteren dreißig Ländern. Er wohnte in Kalifornien, Neu-Delhi und in Jerusalem. Seit den 1990ern arbeitete er auch fürs Fernsehen, unter anderem für „Kalla Fakta“ auf TV4 sowie für das Nachrichtenprogramm des Kanals. Seit 2002 entwickelte er für Sveriges Television, das öffentlich-rechtliche Fernsehen in Schweden, Reportagen und Berichte unter „Dokument inifrån“. Zuletzt berichtete er unter dem Titel „Stulen barndom“ (Gestohlene Kindheit) über Übergriffe auf Heimkinder in den 1950er, 1960er und 1970er Jahre in Schweden. Seit 1997 arbeitet er zudem im Bereich Fort- und Weiterbildung für Journalisten in Palästina und Vietnam. Seit 1997 lehrt er Journalismus am Swedish Institute for Further Education of Journalists.
Sein Roman Der tote Winkel thematisierte bereits 2003 den von nicht-humanitären Motiven bestimmten Umgang von Schleusern und Immigrationsbehörden mit außereuropäischen Flüchtlingen. Der Roman Der Sonntagsmann wurde für den Schwedischen Krimipreis nominiert. Die Romane des Krimiautors wurden unter anderem ins Deutsche, Norwegische, Finnische, Italienische, Polnische und Dänische übersetzt.
Der Autor wohnt mit seiner Frau Eva und seinen drei Kindern in der Nähe von Stockholm.

## Werke
- Wer erschoß – Olof Palme? Neuer-Malik Verlag, Kiel 1987
- Der tote Winkel. Roman. btb-Taschenbuch 73754 (Den döda vinkeln, 2003)
- Der blinde Fleck. Roman. btb-Taschenbuch 73708 (Gränslandet, 2007)
- Der Sonntagsmann. Roman. btb-Taschenbuch 73574 (Söndagsmannen, 2004)
- Der werfe den ersten Stein. Ullstein, München 2003 (Första stenen, 2001)
- Sing wie ein Vogel. Ullstein Verlag, München 2004 (Sjung som en fågel, 2002)
- Der Geheimnisträger. Thriller. btb-Taschenbuch 74150, München 2011 (Ockupanterna, 2008)